# Касогледов, Василий Маринович

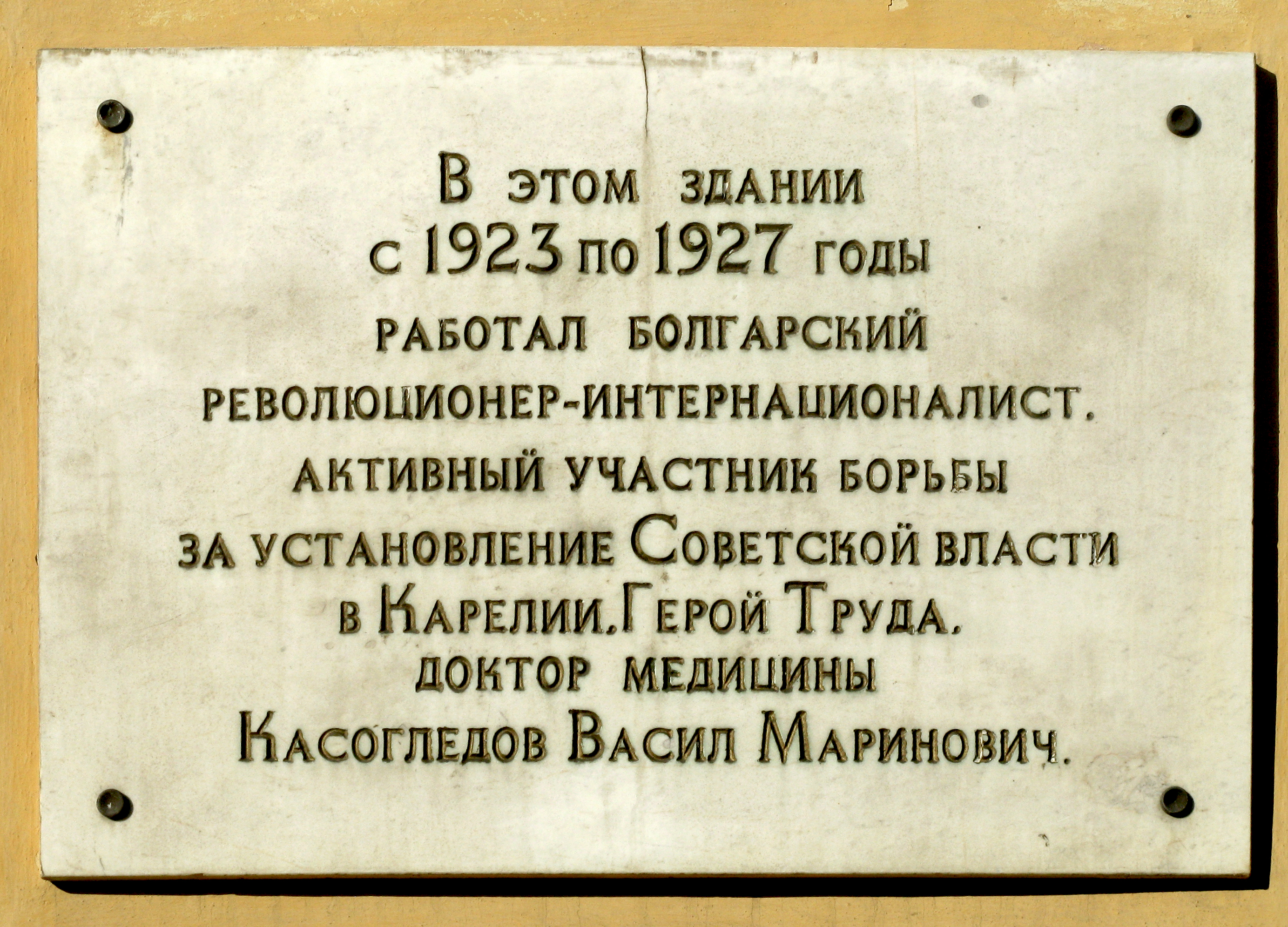
Памятная доска на здании Госпиталя ветеранов войн в Петрозаводске на ул. Куйбышева

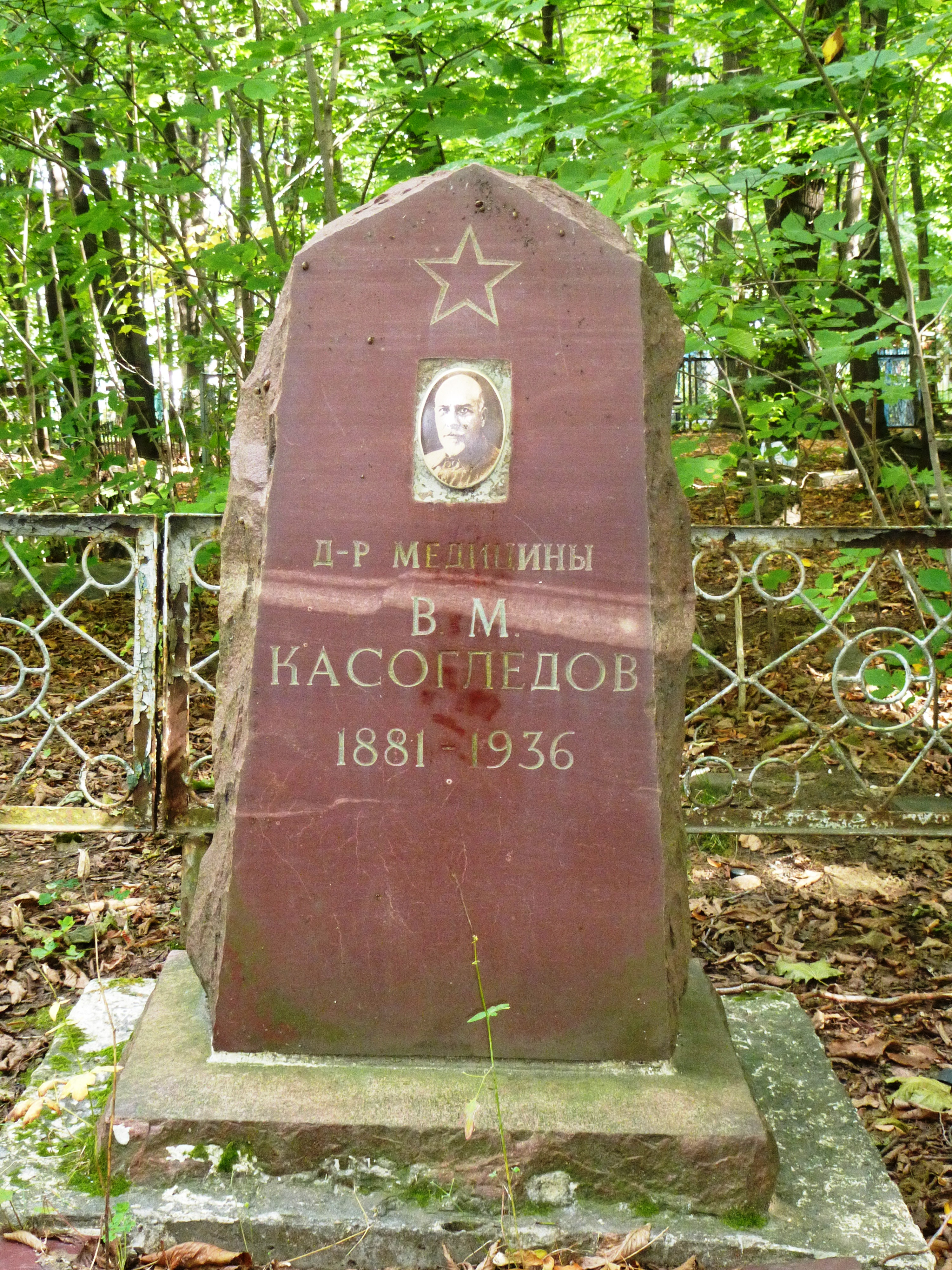
Могила В. М. Касогледова на Зарецком кладбище

Васи́лий Ма́ринович Касогле́дов (болг. Васил Маринов Късогледов; 2 октября 1881, Рущук, Болгария — 29 июня 1936, Петрозаводск, Автономная Карельская ССР) — врач-хирург, доктор медицины, Герой Труда (1934).

## Биография
В 1898 году после окончания гимназии поступил в Санкт-Петербургскую военно-медицинскую академию. В 1901 году за участие в болгарских социал-демократических организациях был выслан в Болгарию. В 1903 году вернулся в Россию для продолжения образования, работал помощником врача Петербургского военного госпиталя. В 1906 году окончил Санкт-Петербургскую военно-медицинскую академию.
В 1906 году вернулся в Болгарию, где работал врачом. В 1907 году переехал в Россию, служил ординатором в Хирургической госпитальной клинике Санкт-Петербургской военно-медицинской академии, с 1911 года — ассистентом французской больницы Санкт-Петербурга.
В 1911 году защитил диссертацию по степени доктора медицины. Был назначен главным врачом Еленинской бесплатной больницы А. Г. и Е. И. Елисеевых в Санкт-Петербурге.
Участник Балканских войн 1912—1913 годов — заведовал хирургическим отделением Софийского военного госпиталя.
В 1915 году принял русское гражданство. Участник Первой мировой войны в качестве хирурга Красного Креста.
С 1917 года жил в селе Бережная Дубрава Пудожского уезда. Участвовал в общественно-политической жизни края как активный член РКП(б). В 1918—1922 годах работал врачом Бережно-Дубравской больницы, возглавлял уездный здравотдел.
В 1918 г. был реактором «Бережно-Дубравского листка» — органа исполкома Бережнодубравского сельсовета.
В 1923 году переехал в Петрозаводск, где был назначен заведующим акушерско-гинекологического отделения Центральной больницы Петрозаводска.
В январе 1927 года переехал в г. Шахты, где работал главным врачом больницы им. Ленина, член ассоциации врачей г. Шахты, избирался членом Шахтинского городского совета. В 1934 году происвено звание Героя Труда.
В 1935 году вернулся в Автономную Карельскую ССР, работал в учреждениях здравоохранения республики, член научной секции врачей г. Петрозаводска.
Автор научных трудов по гинекологии и акушерству.
Похоронен на Зарецком кладбище Петрозаводска.

## Память
- В 1981 году в память о Василии Касогледове на здании больницы, где он работал (ныне — Госпиталь ветеранов войн в Петрозаводске на ул. Куйбышева), была установлена мемориальная доска. В этом же году была открыта и памятная доска на городской больнице в г. Шахты (роддом № 2)[3][4].

## Награды
- Герой Труда (звание присвоено 10 марта 1934 года).